# Памићи
Памићи (хрв. Pamići, итал. Pamici di Gimino) су насељено место у општини Жмињ, Истарска жупанија, Хрватска.

## Историја
До територијалне реорганизације у Хрватској били су у саставу старе општине Ровињ.

## Становништво
У попису становништва из 2011. године, Памићи су имали 112 становника.
| Број становника према пописима | Број становника према пописима | Број становника према пописима | Број становника према пописима | Број становника према пописима | Број становника према пописима | Број становника према пописима | Број становника према пописима | Број становника према пописима | Број становника према пописима | Број становника према пописима | Број становника према пописима | Број становника према пописима | Број становника према пописима | Број становника према пописима | Број становника према пописима |
| ------------------------------ | ------------------------------ | ------------------------------ | ------------------------------ | ------------------------------ | ------------------------------ | ------------------------------ | ------------------------------ | ------------------------------ | ------------------------------ | ------------------------------ | ------------------------------ | ------------------------------ | ------------------------------ | ------------------------------ | ------------------------------ |
| 1857                           | 1869                           | 1880                           | 1890                           | 1900                           | 1910                           | 1921                           | 1931                           | 1948                           | 1953                           | 1961                           | 1971                           | 1981                           | 1991                           | 2001                           | 2011                           |
| 0                              | 0                              | 108                            | 84                             | 95                             | 94                             | 0                              | 0                              | 131                            | 122                            | 120                            | 120                            | 107                            | 103                            | 102                            | 112                            |

Напомена: Године 1857, 1869, 1921. и 1931. подаци су садржани у насељу Жмињ.